# 東京港野鳥公園
東京港野鳥公園（とうきょうこうやちょうこうえん）は、東京都大田区東海三丁目にある都立の海浜公園である。

## 概要
大田市場（公設卸売市場）に隣接し、湾岸道路や首都高速道路などに囲まれた環境にある公園である。面積は約36ヘクタール。1978年4月開園。利用者は年間約5万人。東京都港湾局の所管で、指定管理者は東京港野鳥公園グループ（東京港埠頭株式会社、公益財団法人日本野鳥の会）。毎年5月・11月には「東京港野鳥公園フェスティバル」が開催される。
山階芳麿が著書『鳥の減る国ふえる国』で世界のバードサンクチュアリーの思潮を紹介したのが1967年であり、日本のサンクチュアリのほとんどはこの20数年間に造られたことになる。
大井野鳥公園は1978年に第一期区域を開園しているので、臨海部の事例としては比較的初期のものといえる。この公園は、埋立地にできた雨水の池とその周りの植生群落に多数の野鳥が渡来したことから、これをサンクチュアリ一にできないかという自然観察会と市民運動の提案が発端となって造成されたものである。したがって、第一期はいわば実験の時期で、第二期では蓄積された経験を活かして大規模な整備がなされ、開園している。全体の構成は、淡水、汽水、海水の池を軸にそれぞれの植生を回復・保全させたものであるが、生物環境の復元は微妙な作業であり、生物側の要請する内容、精度にまで当初から工事を進めることは困難なことが多く、一旦造成後気長にきめ細かく修正を行うことが必要なことが多い。また、意図的に植生の位置をコントロールする技法等新たな発想を必要とするものもあり、今後の検討課題も少なくない。
第一期と第二期地区の間には、 ビオトープともいえる自然環境が造られ、そこでも水流が重要な要素となっている。

## 沿革
本公園と大田市場の所在地は、本来は築地市場等を移転させることを目的として、1966年から1970年にかけて東京都港湾局が流通施設用地として造成した埋立地である。
埋立後、未利用の空き地であった期間に自然に池や草原ができたことで野鳥が集まるようになり、1973年ごろから地域住民による自然保護運動が起こった。東京湾が日本の渡り鳥の中継地点として貴重であることから、都は、葛西沖と城南地区にサンクチュアリ（野鳥の保護区域）を作ることに決めた。
1978年に「大井第七ふ頭公園」として開園したときには現在の西淡水池周辺部のみの敷地（3.2ヘクタール）であったが、拡大を望む都民の声が高まり、1989年に24.9ヘクタールの「東京港野鳥公園」になった。
2000年6月17日に「東アジア・オーストラリア地域シギ・チドリ類重要生息地ネットワーク」（現：東アジア・オーストラリア地域フライウェイ・パートナーシップ）の参加湿地となり、シギ・チドリ類の重要な生息地であることが国際的に認められた。
2018年4月1日に、これまでの敷地の南東側に接して約11ヘクタールの新たな干潟が整備され、干潟の面積はこれまでの約3倍に、公園全体の面積は約36ヘクタールに拡張された。

## 施設
本公園の環境は埋立地に自然発生した干潟や湿地ではなく、それらが市場建設によって失われることに対する代替として、人為的に造成されたものである。
園内には河川の中流から下流までの環境が復元されており、開園以来210種類以上の野鳥が観察されている。
入園は管理事務所の券売機で入園券を買って入園するが、この公園は正門から続く道路を挟むような形で東側のエリア（東園）と西側のエリア（西園）に分かれているので、一方のエリアからもう一方のエリアに移動するときはいったんエリアから出る必要があるものの、速やかに移動すれば入園券を新たに購入する必要はない。園内4箇所にあるネイチャーセンター・観察小屋・観察広場には望遠鏡がいくつか備え付けられている。
東側エリアには、公園管理事務所や芝生広場、そして東海道貨物線をまたぐ歩道橋のいそしぎ橋を渡った先には東淡水池、潮入りの池などが広がっている。また東観察広場、ネイチャーセンターも東側のエリアにある。管理事務所では無料で双眼鏡を貸し出しており、芝生広場では、飲み物やパン・カップラーメンなどを販売している。東淡水池は雨水を溜めた池で、池を中心にヨシなどが周りを囲んでいる。東観察広場には観察壁があり、東淡水池が見渡せる。

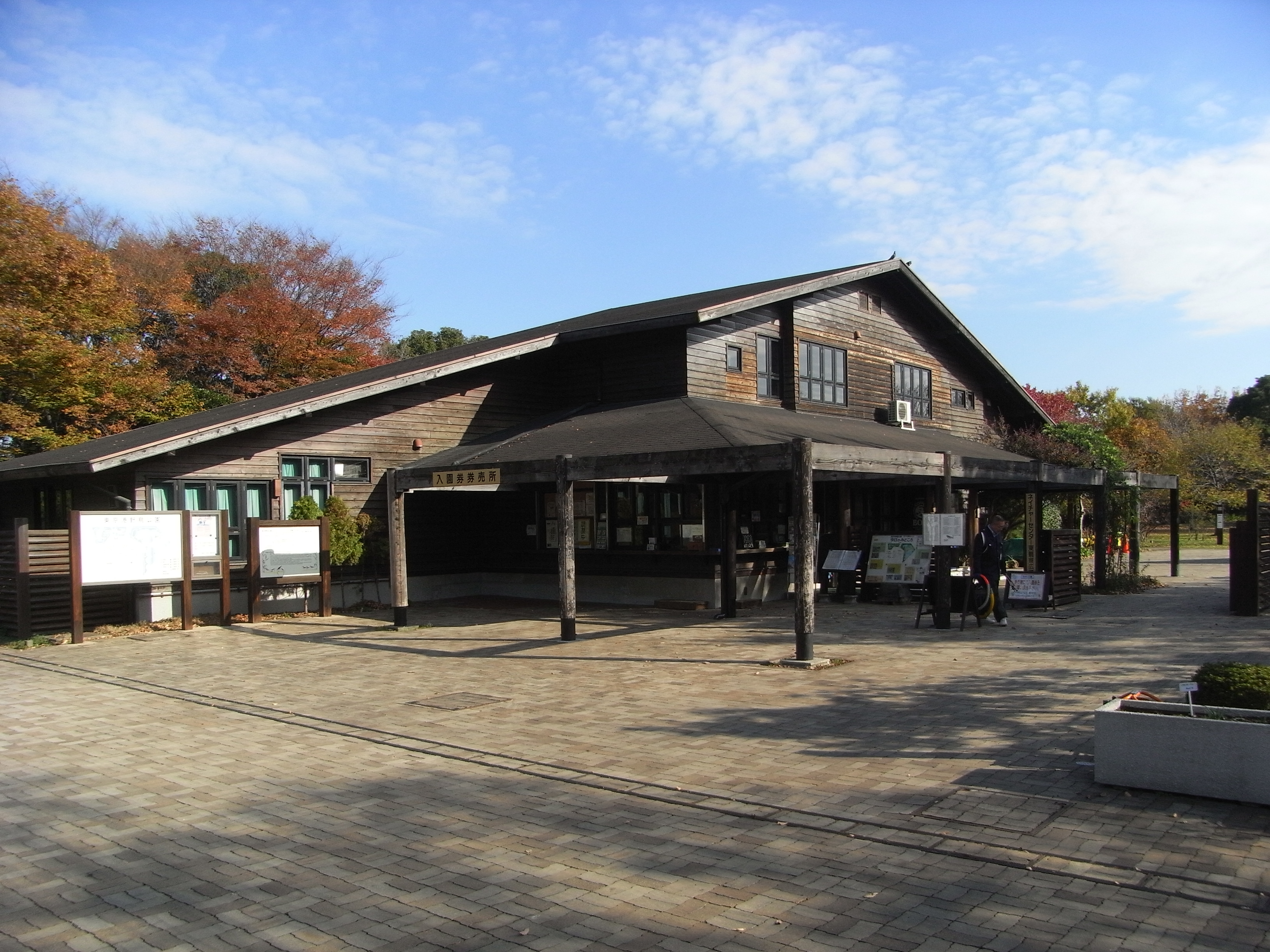
公園管理事務所。東側エリアの入口も兼ねている。
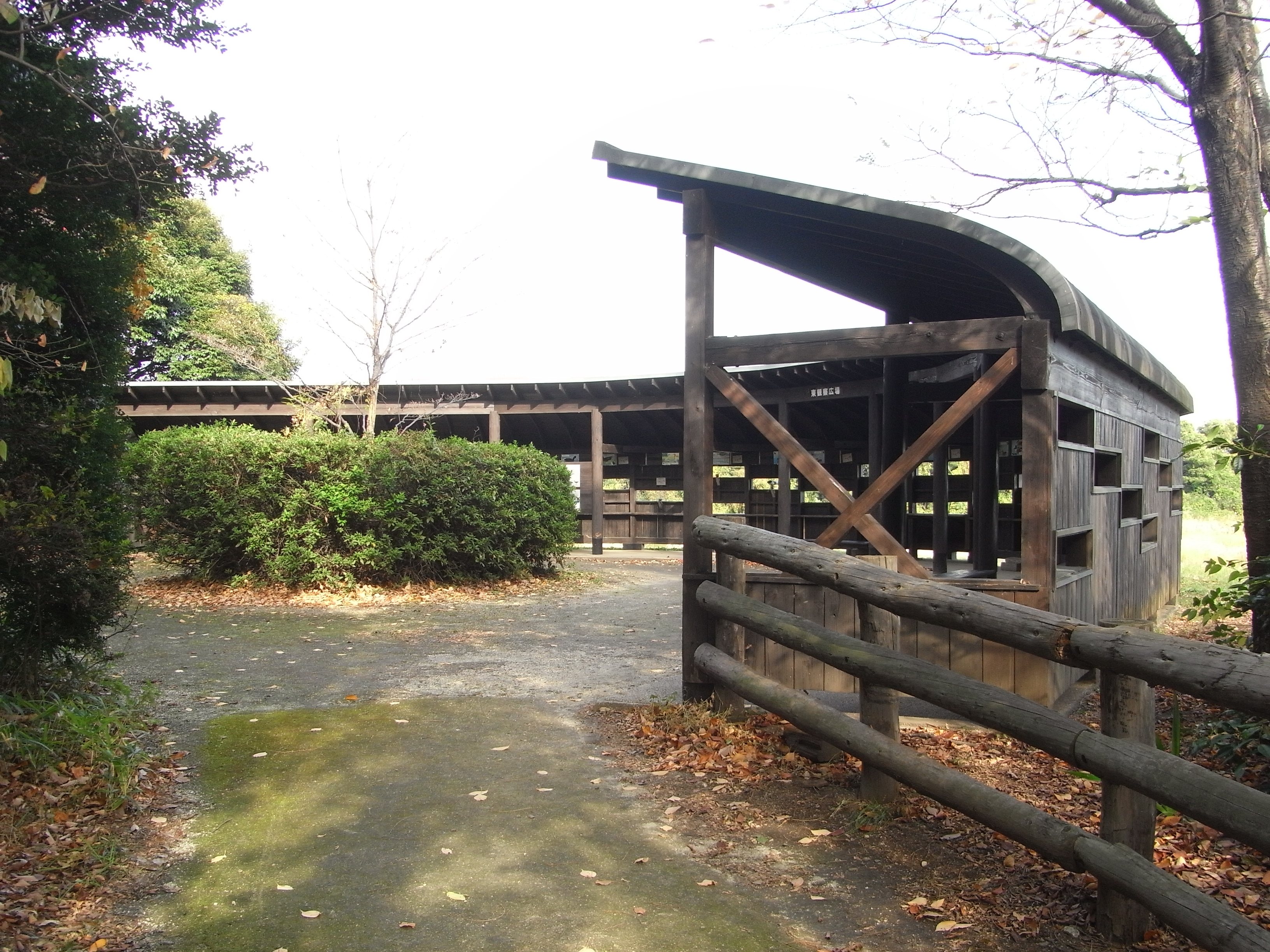
東広場にある観察壁。ところどころに望遠鏡が据え付けられており自由に利用出来る
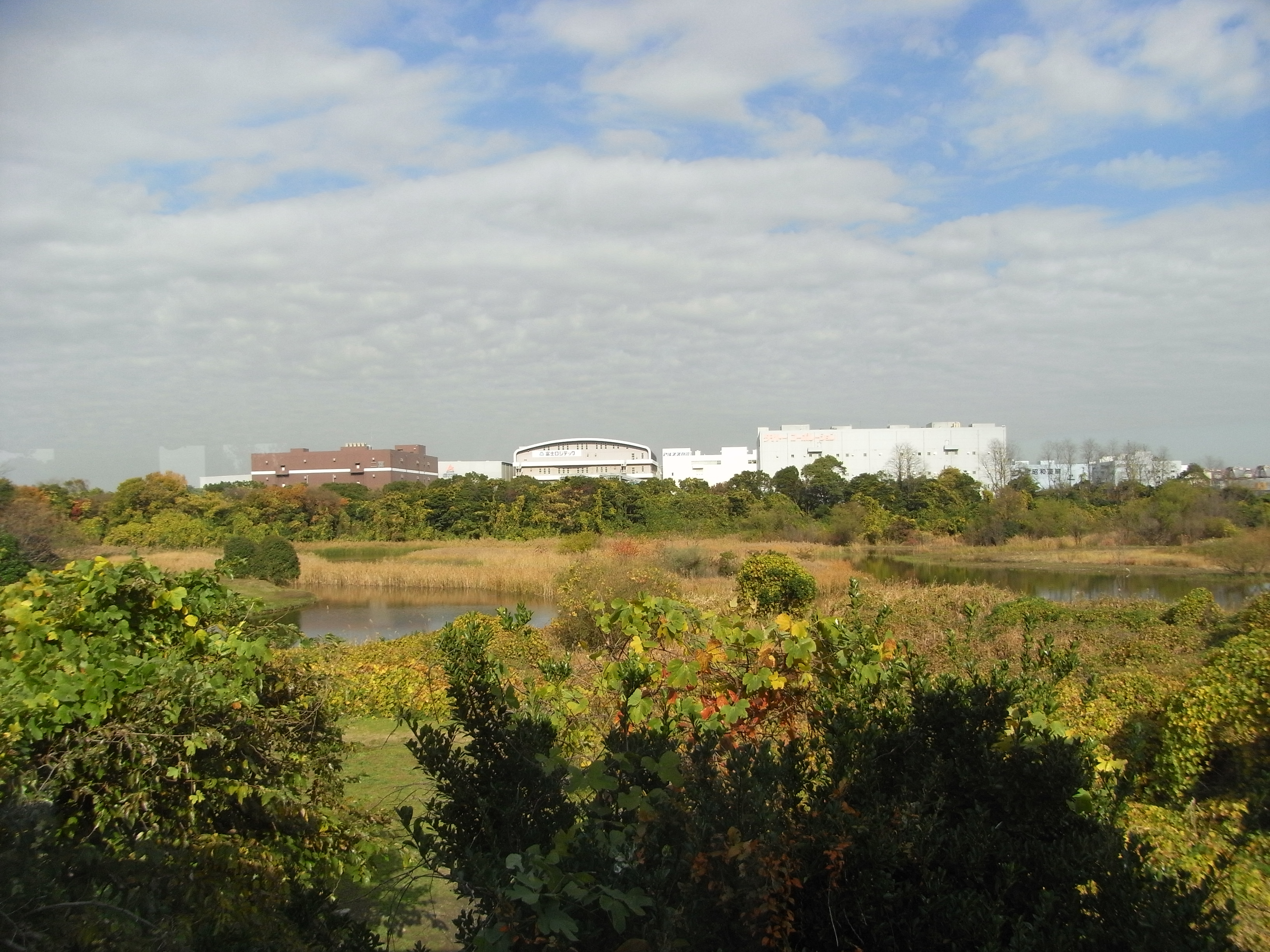
東淡水池。淡水のためヨシ原が茂っている

潮入りの池は海の水が出入りする汽水池で、干潟では野鳥の餌場となっている。また鳥たちが集まるような工夫がされており、バードウォッチングの経験がない来園者でも他の池と比べて比較的容易に観察することができる。なお、この潮入りの池と東淡水池を見渡せる位置には最新の野鳥情報を得ることができる冷暖房完備のネイチャーセンターがある。2階には観察小屋と同様に自由に利用出来る望遠鏡があり1階には情報展示室・図書コーナー・飲料の自動販売機などがある。地下1階には海からの漂着物を展示するスペースやカニをはじめとする干潟や磯場の生物のを間近に観察しながらまわることのできるガタガタウォークがある。

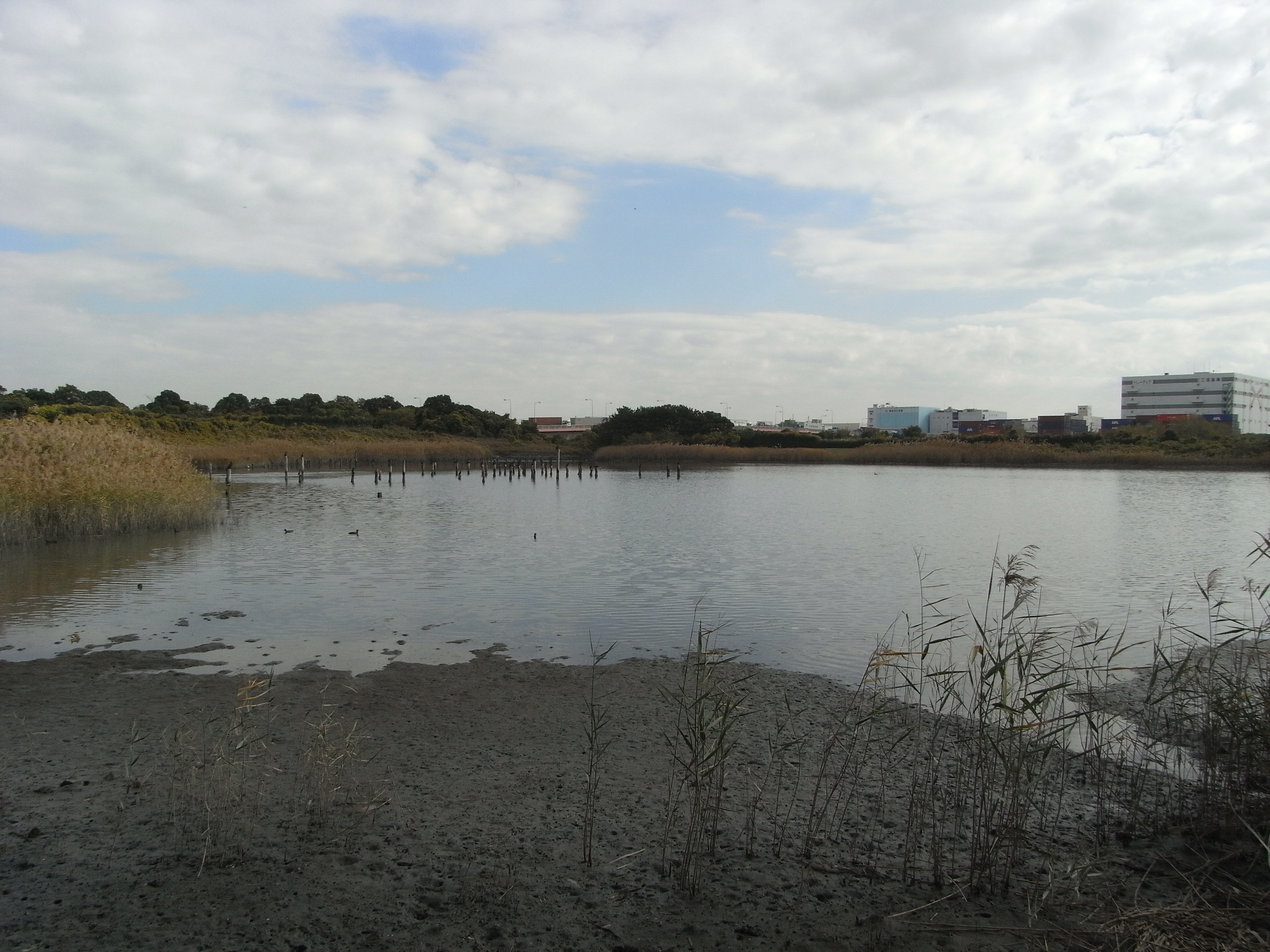
潮入の池。池の一部から海水を取りれることによって汽水を再現している。
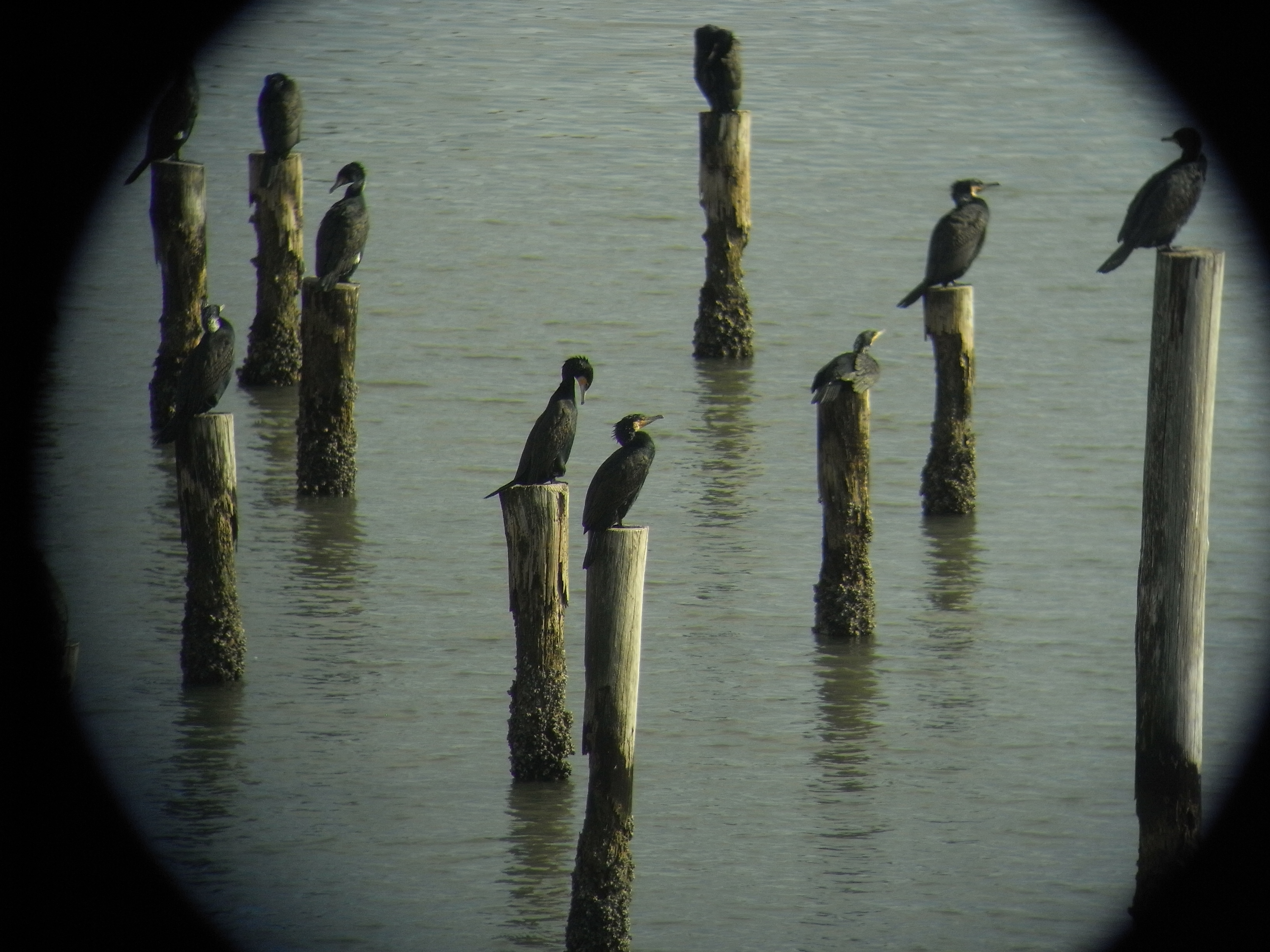
ネイチャーセンター2階の展望室にある望遠鏡から覗いたカワウ。（写真はコンパクトカメラのマクロモードで撮影したもの）
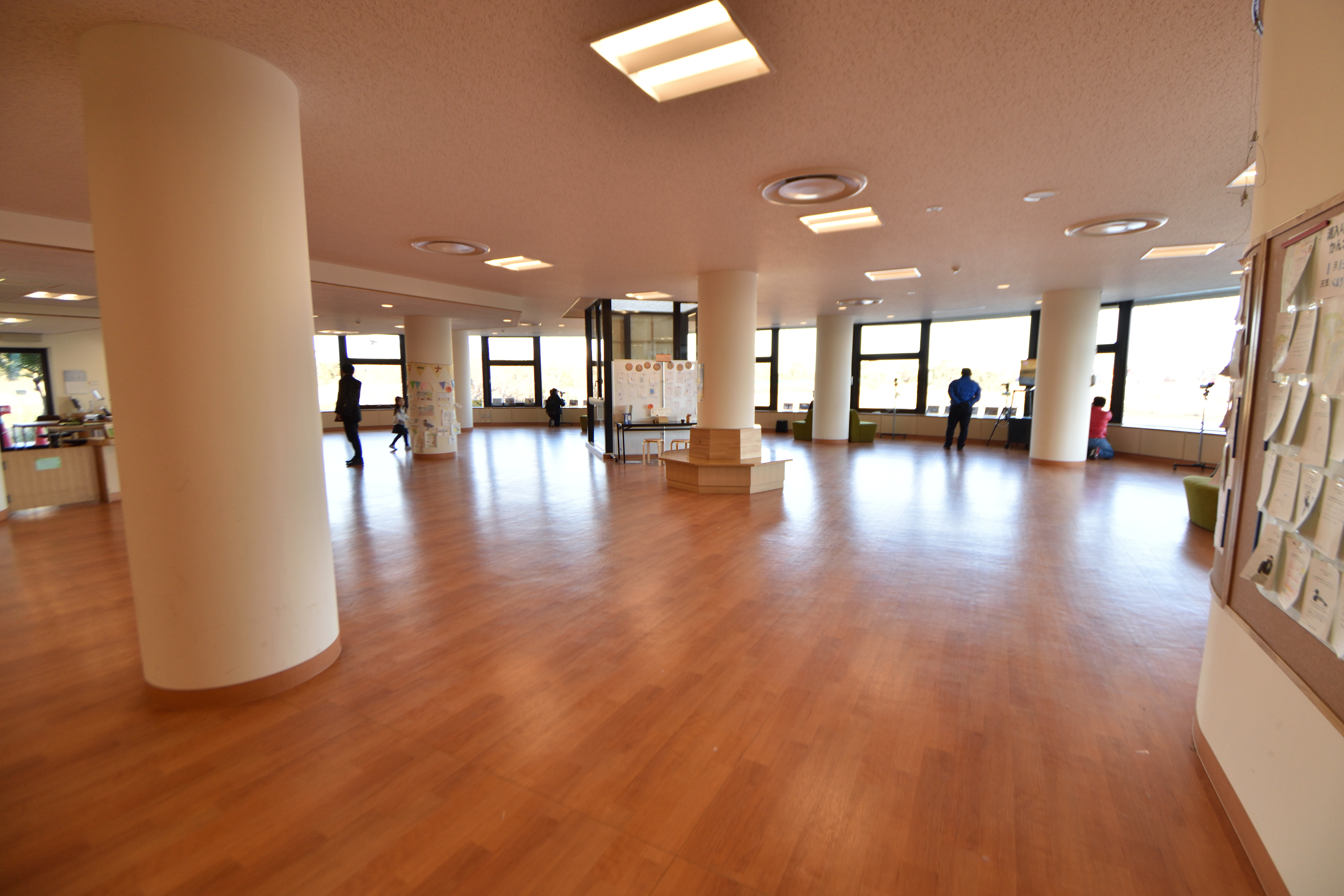
ネイチャーセンター2階 観察ロビー。
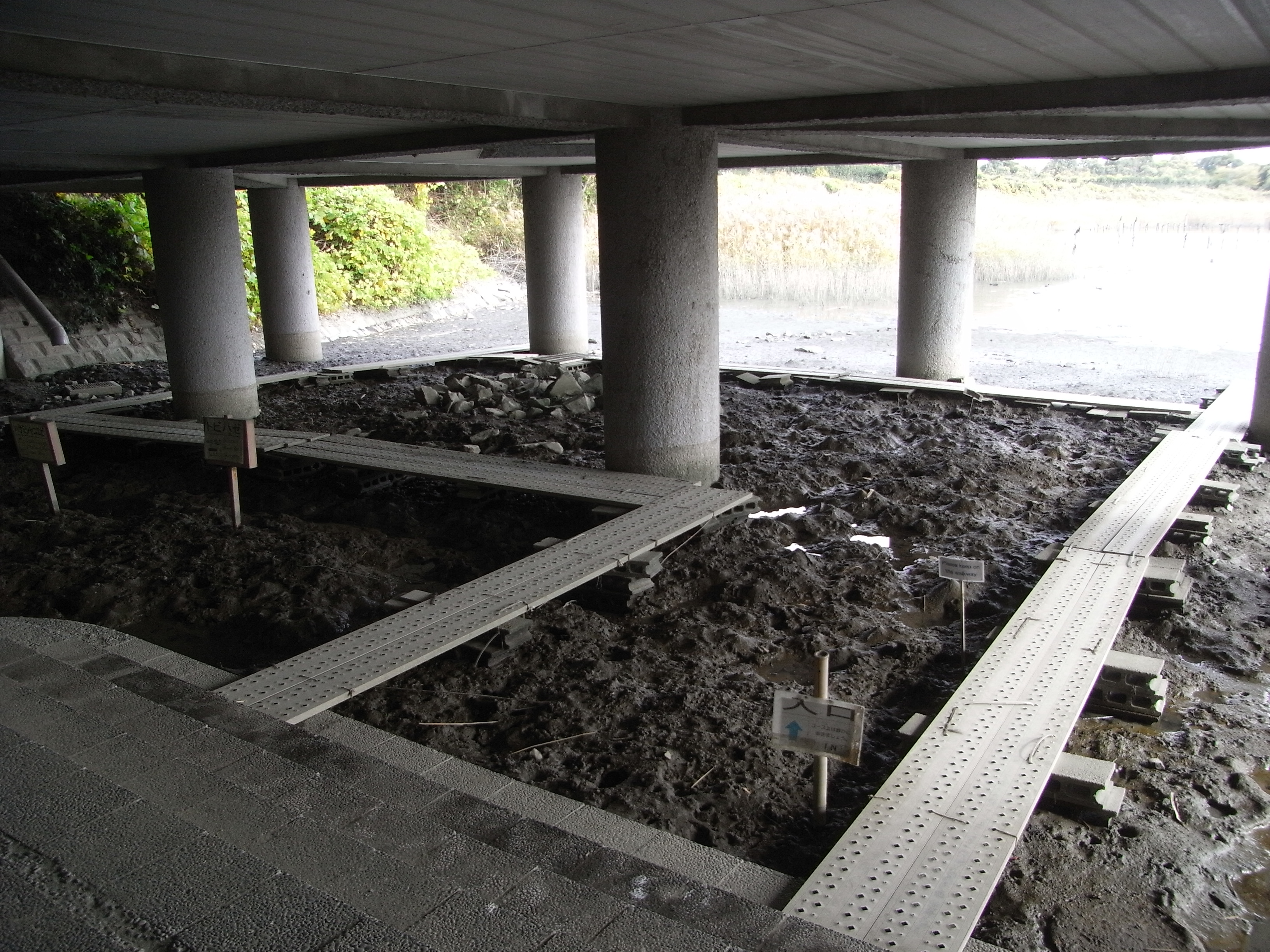
ネイチャーセンター地下1階のガタガタウォーク。渡り板を歩きながら干潟にいる生き物の様子を観察することが出来る。

一方、西側のエリアには西淡水池、自然生態園、自然学習センターなどがある。自然生態園は昔の農村をモデルにしており、小川が流れ、田や畑も整備されている他、児童のための自然学習センターがあり、イベント時に使用している。西淡水池は園内で最初につくられた池で、東淡水池と同様に雨水を溜めるために地下にパイプを通して周辺に降った雨が池に集まるようになっている。

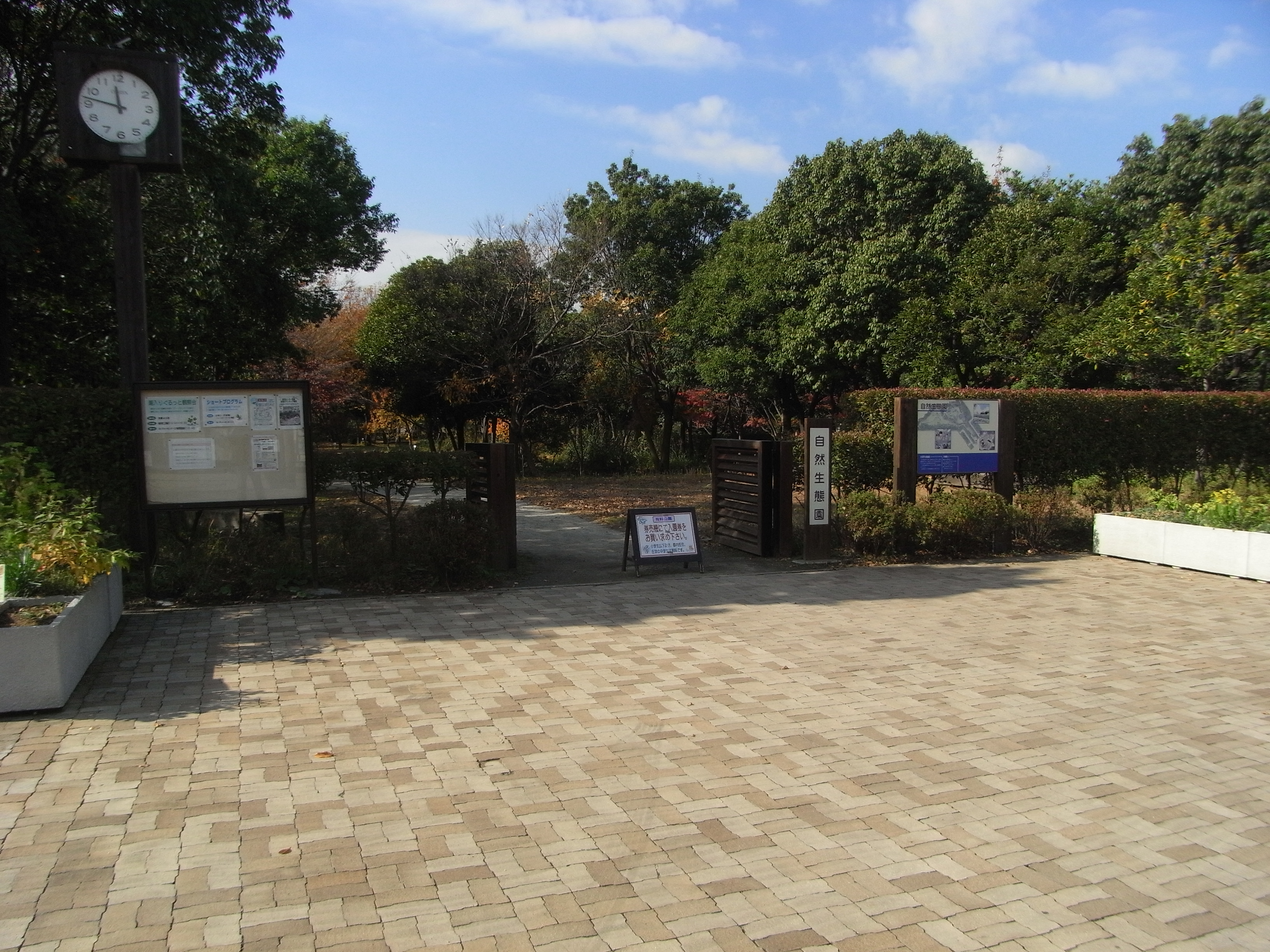
西側エリア入口。東側エリアの入口と向かい合うかたちになっている。
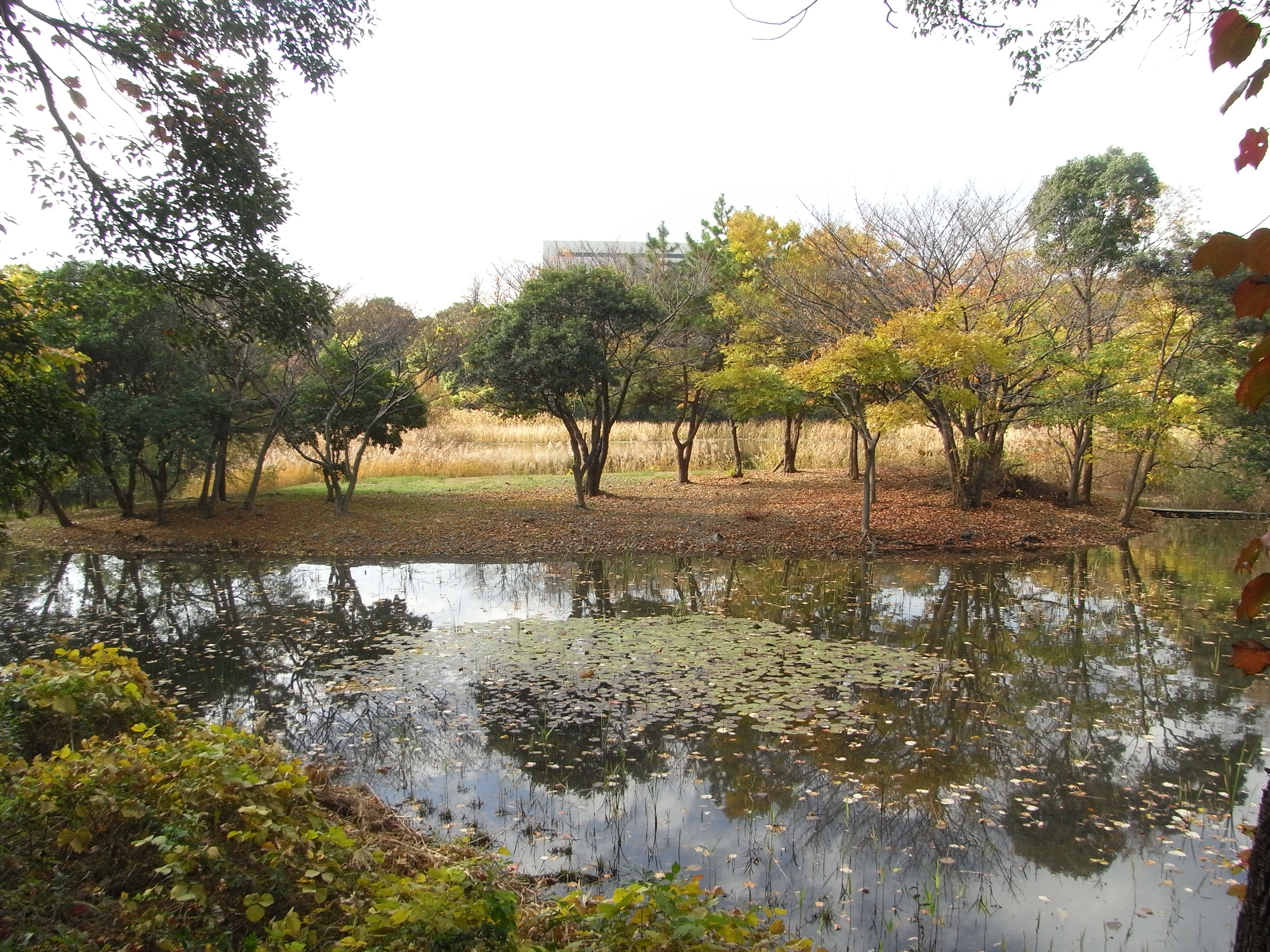
西淡水池。ヨシが茂り、木々に囲まれている
自然生態園。田園風景を再現したエリア。西淡水池から小川が流れている
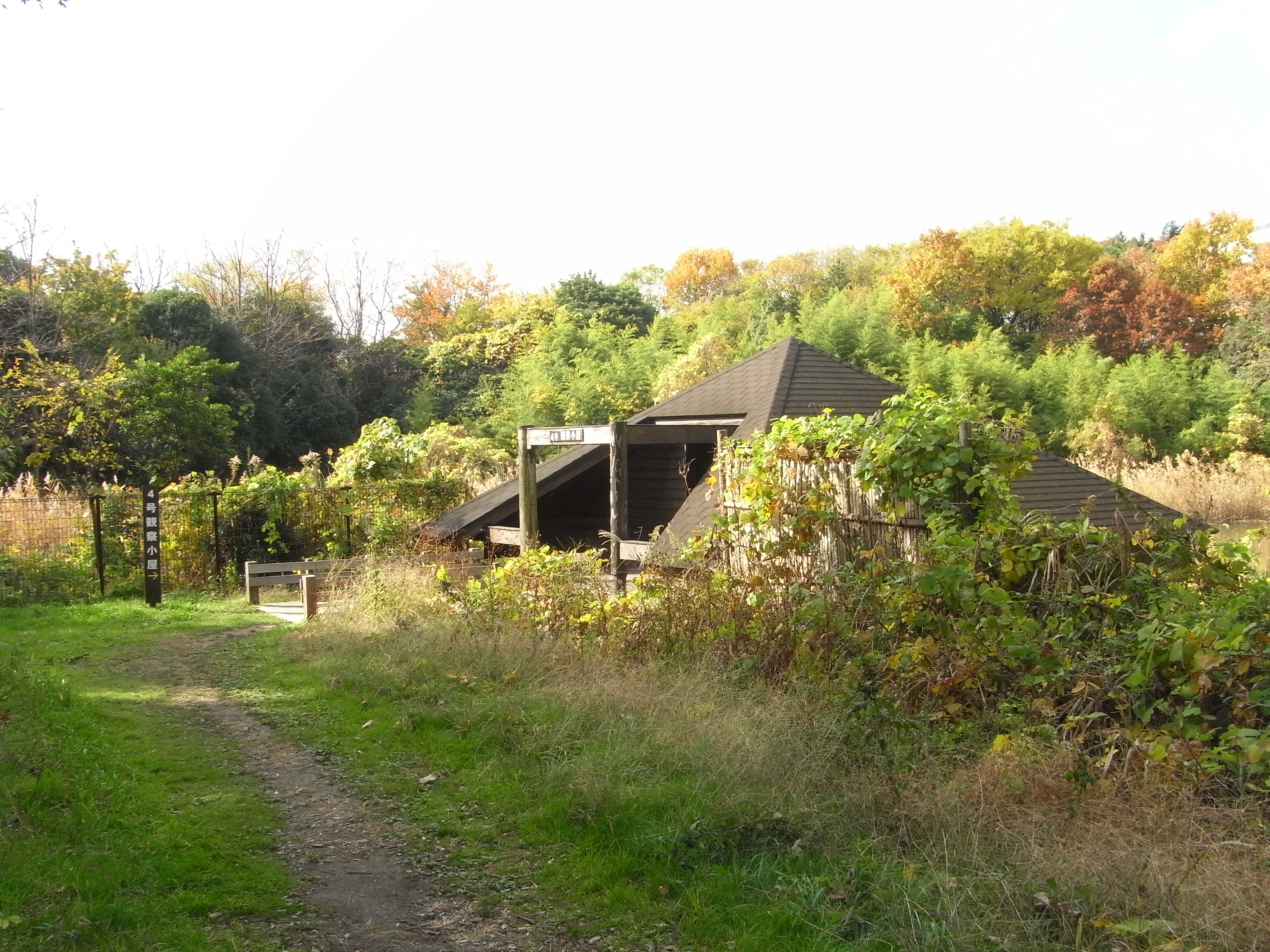
園内には合わせて4つの観察小屋が点在する。（写真は西淡水池の4号観察小屋）

## 開園時間等
- 定休日 ： 月曜日（祝日の場合は翌日）・年末年始
- 開園時間 ： 2月から10月は9時 - 17時00分、11月から1月は9時 - 16時30分（入園は閉園時間の30分前まで可能）
- 専用駐車場 ： 有り（無料、40台）
- トイレ ： 三ヶ所（男女別型）

## アクセス
- 都バス品98系統「大田市場北門」下車、徒歩約2分。
- 京急バス「野鳥公園」下車、徒歩約5分。
- 東京モノレール流通センター駅から徒歩約15分。

## 周辺施設
- 東京都中央卸売市場
- 城南島ふ頭公園
- 大井ふ頭中央海浜公園
- 東京貨物ターミナル駅

## 文献
- 樋渡達也:野鳥公園の計画・造園計画と設計、鹿島出版会、 1987
- 中島 宏:野鳥公園、植栽の設計、施工、管理. 経済調査会. 1992
- 小河原孝生:東京湾野鳥公園、環境創造、維持管理復元技術集成1、総合ユニコム、 1992